# Evere
Evere (pronunciato /eˈvɛʀ/ in francese e /ˈeːvərə/ in olandese) è un comune belga di 34 128 abitanti, situato nella Regione di Bruxelles-Capitale. È stato sede del quartier generale della Brigata Para-Commando.